# Madonna greca
La Madonna greca è un dipinto tempera su tavola (82x62 cm) di Giovanni Bellini, databile al 1460-1470 circa e conservata nella Pinacoteca di Brera a Milano.

## Storia
Non c'è allineamento tra gli storici dell'arte nella datazione della cosiddetta Madonna greca (dai monogrammi in lettere greche scritti ai lati dell'immagine): alcuni la datano ai primi lavori dell'artista, tra la fine degli anni cinquanta e l'inizio degli anno sessanta, altri a una fase successiva alla Pietà, negli anni settanta, quando si avviava a manifestare il distacco dall'esempio di Andrea Mantegna.
L'opera si trovava nell'ufficio dei Regulatori di Scrittura a palazzo Ducale a Venezia quando venne requisita durante le soppressioni napoleoniche e destinata subito, nel 1808, alla nascente pinacoteca milanese.

## Descrizione e stile
Maria sorregge saldamente tra le mani il Bambino, il quale si appoggia al bordo inferiore della cornice dipinta, oltre la quale sporgono invece alcuni lembi della veste di Maria. Gesù ha in mano una mela dorata, forse un richiamo alla leggenda di Paride ed a Maria-nuova Venere. L'aspetto generale dell'opera rimanda alla fissità iconica delle icone bizantine, ravvivata dai dolci gesti che legano madre e figlio vivificandone le figure. Pellizzari aveva addirittura ipotizzato che l'opera avesse avuto originariamente un fondo oro, ma ciò è stato smentito dal restauro del 1986. In quell'occasione si è anche scoperto che i frammenti d'oro vicino alle lettere greche sono un'aggiunta cinquecentesca, mentre lo sfondo originario era una tenda retta da una cordicella oltre la quale si intravede un cielo blu.
Gli sguardi dei protagonisti, come di consueto in questo tema, non si incontrano, ma la familiarità è resa dall'intrecciarsi delle mani, che crea un tenero abbraccio della madre verso il figlio. L'espressione è però pensosa e malinconica, perché ricorda la consapevolezza della futura sorte tragica di Gesù, destinato alla Passione.
Da un punto di vista tecnico, la tavola venne preparata come da tradizione con gesso e colla, sui quali il pittore fece un disegno preparatorio dove è tracciato con estrema precisione anche il chiaroscuro con sottili trattini incrociati molto regolari, visibili all'infrarosso. Si tratta di un modo di disegnare tipico di Bellini, che venne descritto anche nel Dialogo di pittura di Paolo Pino (1548).

## Curiosità
L'opera compare nel celebre film Assassinio allo specchio del 1980.